# Jóhann Berg Guðmundsson
Jóhann Berg Guðmundsson (Reykjavík, 27 ottobre 1990) è un calciatore islandese, attaccante dell'Al Dhafra e della nazionale islandese.

## Carriera

### Club

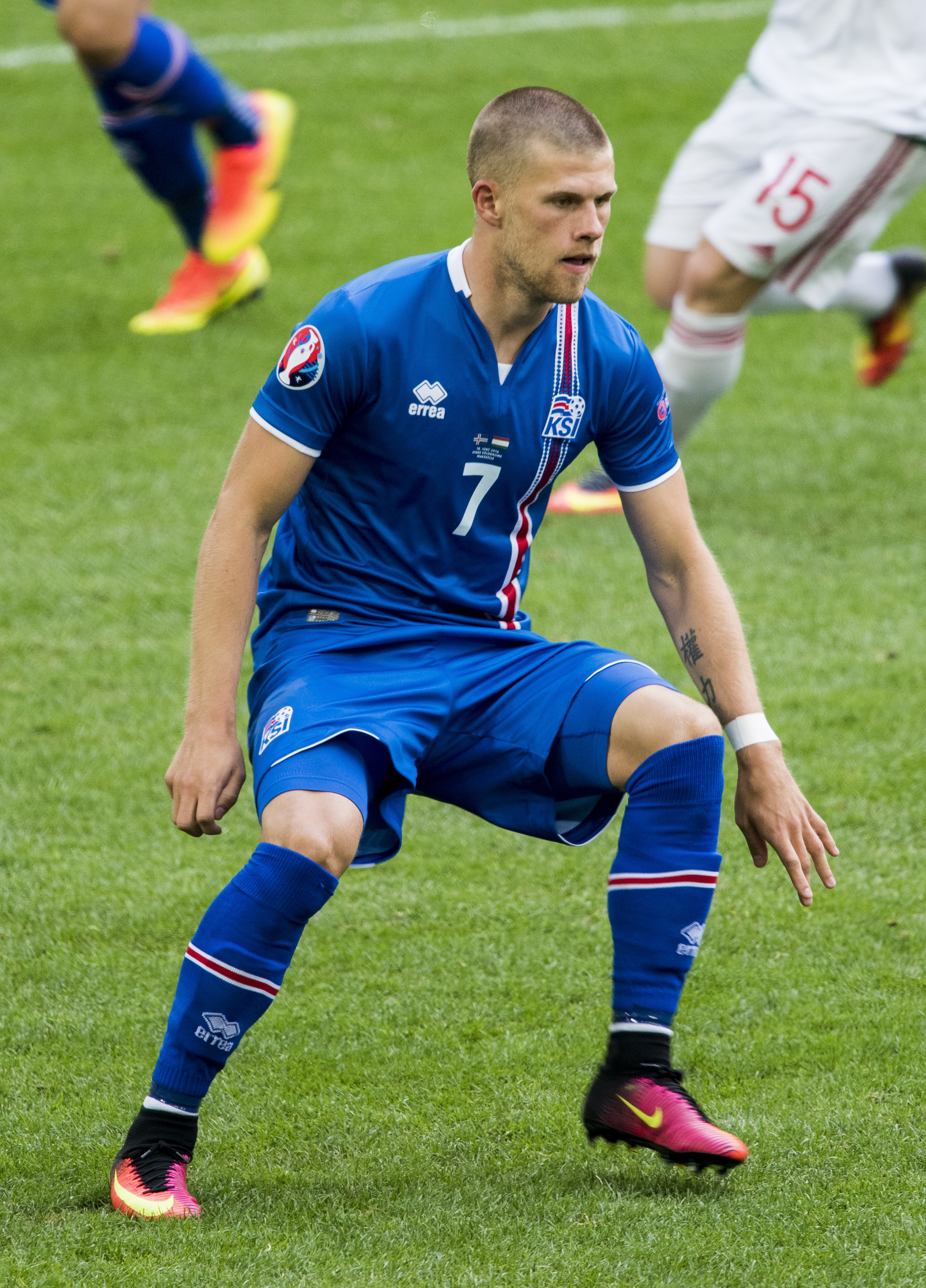
Guðmundsson con la nazionale islandese nel 2016

Inizia la sua carriera nel Breiðablik, ma subito si trasferisce in Inghilterra a inizio carriera, dove riesce a lasciare il proprio segno nelle giovanili londinesi di Chelsea e Fulham, prima di tornare a Breidablik nel 2008.
Il 28 gennaio 2009 Il Breiðablik annuncia che il giocatore ha firmato con un contratto quinquennale per gli olandesi dell'AZ Alkmaar.

### Nazionale
Ha giocato nelle nazionali giovanili islandesi Under-19 ed Under-21.
Guðmundsson gioca la sua prima partita in nazionale nell'agosto del 2008, esordendo contro l'Azerbaigian. Il 14 novembre 2012 segna il suo primo gol con la maglia della nazionale in un'amichevole contro l'Andorra. Il 6 settembre 2013 segna una tripletta contro la Svizzera. Viene convocato per gli Europei 2016 in Francia.

## Statistiche

### Presenze e reti nei club
Statistiche aggiornate al 26 maggio 2025.
| Stagione          | Squadra           | Campionato        | Campionato | Campionato | Coppe nazionali | Coppe nazionali | Coppe nazionali | Coppe continentali | Coppe continentali | Coppe continentali | Altre coppe | Altre coppe | Altre coppe | Totale | Totale |
| Stagione          | Squadra           | Comp              | Pres       | Reti       | Comp            | Pres            | Reti            | Comp               | Pres               | Reti               | Comp        | Pres        | Reti        | Pres   | Reti   |
| ----------------- | ----------------- | ----------------- | ---------- | ---------- | --------------- | --------------- | --------------- | ------------------ | ------------------ | ------------------ | ----------- | ----------- | ----------- | ------ | ------ |
| 2008              | Breiðablik        | U                 | 22         | 6          | Bk              | 0               | 0               | -                  | -                  | -                  | -           | -           | -           | 22     | 6      |
| 2010-2011         | AZ Alkmaar        | E                 | 23         | 1          | CO              | 4               | 1               | UEL                | 9                  | 2                  | -           | -           | -           | 36     | 4      |
| 2011-2012         | AZ Alkmaar        | E                 | 30         | 3          | CO              | 4               | 2               | UEL                | 13                 | 1                  | -           | -           | -           | 47     | 6      |
| 2012-2013         | AZ Alkmaar        | E                 | 31         | 2          | CO              | 6               | 4               | UEL                | 1                  | 0                  | -           | -           | -           | 38     | 6      |
| 2013-2014         | AZ Alkmaar        | E                 | 31+4       | 3          | CO              | 4               | 0               | UEL                | 13                 | 5                  | SO          | 1           | 1           | 53     | 9      |
| Totale AZ Alkmaar | Totale AZ Alkmaar | Totale AZ Alkmaar | 119        | 9          |                 | 18              | 7               |                    | 36                 | 8                  |             | 1           | 1           | 174    | 25     |
| 2014-2015         | Charlton          | FLC               | 41         | 10         | FACup+CdL       | 1+2             | 1+0             | -                  | -                  | -                  | -           | -           | -           | 44     | 11     |
| 2015-2016         | Charlton          | FLC               | 40         | 6          | FACup+CdL       | 0+2             | 0+0             | -                  | -                  | -                  | -           | -           | -           | 42     | 6      |
| Totale Charlton   | Totale Charlton   | Totale Charlton   | 81         | 16         |                 | 5               | 1               |                    | -                  | -                  |             | -           | -           | 86     | 17     |
| 2016-2017         | Burnley           | PL                | 20         | 1          | FACup+CdL       | 3+1             | 0+0             | -                  | -                  | -                  | -           | -           | -           | 24     | 1      |
| 2017-2018         | Burnley           | PL                | 35         | 2          | FACup+CdL       | 1+2             | 0+0             | -                  | -                  | -                  | -           | -           | -           | 38     | 2      |
| 2018-2019         | Burnley           | PL                | 29         | 3          | FACup+CdL       | 1+1             | 0+0             | UEL                | 5                  | 0                  | -           | -           | -           | 36     | 3      |
| 2019-2020         | Burnley           | PL                | 12         | 1          | FACup+CdL       | 1+0             | 0+0             | -                  | -                  | -                  | -           | -           | -           | 13     | 1      |
| 2020-2021         | Burnley           | PL                | 22         | 2          | FACup+CdL       | 3+1             | 0+0             | -                  | -                  | -                  | -           | -           | -           | 26     | 2      |
| 2021-2022         | Burnley           | PL                | 18         | 0          | FACup+CdL       | 0+1             | 0+0             | -                  | -                  | -                  | -           | -           | -           | 19     | 0      |
| 2022-2023         | Burnley           | FLC               | 37         | 4          | FACup+CdL       | 4+3             | 0+0             | -                  | -                  | -                  | -           | -           | -           | 44     | 4      |
| 2023-2024         | Burnley           | PL                | 26         | 1          | FACup+CdL       | 0+1             | 0+0             | -                  | -                  | -                  | -           | -           | -           | 27     | 1      |
| ago.-set. 2024    | Burnley           | FLC               | 1          | 1          | FACup+CdL       | 0+0             | 0+0             | -                  | -                  | -                  | -           | -           | -           | 1      | 1      |
| Totale Burnley    | Totale Burnley    | Totale Burnley    | 200        | 15         |                 | 23              | 0               |                    | 5                  | 0                  |             | -           | -           | 228    | 15     |
| 2024-2025         | Al-Orobah         | SPL               | 28         | 4          | KC              | 1               | 1               | -                  | -                  | -                  | -           | -           | -           | 25     | 4      |
| Totale carriera   | Totale carriera   | Totale carriera   | 450        | 50         |                 | 47              | 9               |                    | 41                 | 8                  |             | 1           | 1           | 535    | 67     |

### Cronologia presenze e reti in nazionale
| Cronologia completa delle presenze e delle reti in nazionale ― Islanda | Cronologia completa delle presenze e delle reti in nazionale ― Islanda | Cronologia completa delle presenze e delle reti in nazionale ― Islanda | Cronologia completa delle presenze e delle reti in nazionale ― Islanda | Cronologia completa delle presenze e delle reti in nazionale ― Islanda | Cronologia completa delle presenze e delle reti in nazionale ― Islanda | Cronologia completa delle presenze e delle reti in nazionale ― Islanda | Cronologia completa delle presenze e delle reti in nazionale ― Islanda |
| Data                                                                   | Città                                                                  | In casa                                                                | Risultato                                                              | Ospiti                                                                 | Competizione                                                           | Reti                                                                   | Note                                                                   |
| ---------------------------------------------------------------------- | ---------------------------------------------------------------------- | ---------------------------------------------------------------------- | ---------------------------------------------------------------------- | ---------------------------------------------------------------------- | ---------------------------------------------------------------------- | ---------------------------------------------------------------------- | ---------------------------------------------------------------------- |
| 20-8-2008                                                              | Reykjavík                                                              | Islanda                                                                | 1 – 1                                                                  | Azerbaigian                                                            | Amichevole                                                             | -                                                                      | 58’                                                                    |
| 22-3-2009                                                              | Kopavogur                                                              | Islanda                                                                | 1 – 2                                                                  | Fær Øer                                                                | Amichevole                                                             | -                                                                      | 45’                                                                    |
| 10-6-2009                                                              | Skopje                                                                 | Macedonia del Nord                                                     | 2 – 0                                                                  | Islanda                                                                | Qual. Mondiali 2010                                                    | -                                                                      | 74’                                                                    |
| 21-3-2010                                                              | Kopavogur                                                              | Islanda                                                                | 2 – 0                                                                  | Fær Øer                                                                | Amichevole                                                             | -                                                                      | 65’                                                                    |
| 25-3-2010                                                              | Charlotte                                                              | Messico                                                                | 0 – 0                                                                  | Islanda                                                                | Amichevole                                                             | -                                                                      | 84’                                                                    |
| 29-3-2010                                                              | Reykjavík                                                              | Islanda                                                                | 4 – 0                                                                  | Andorra                                                                | Amichevole                                                             | -                                                                      | 79’                                                                    |
| 3-9-2010                                                               | Reykjavík                                                              | Islanda                                                                | 1 – 2                                                                  | Norvegia                                                               | Qual. Euro 2012                                                        | -                                                                      | 87’                                                                    |
| 7-9-2010                                                               | Copenaghen                                                             | Danimarca                                                              | 1 – 0                                                                  | Islanda                                                                | Qual. Euro 2012                                                        | -                                                                      | 90’                                                                    |
| 26-3-2011                                                              | Nicosia                                                                | Cipro                                                                  | 0 – 0                                                                  | Islanda                                                                | Qual. Euro 2012                                                        | -                                                                      | 59’                                                                    |
| 4-6-2011                                                               | Reykjavík                                                              | Islanda                                                                | 0 – 2                                                                  | Danimarca                                                              | Qual. Euro 2012                                                        | -                                                                      | 77’                                                                    |
| 10-8-2011                                                              | Budapest                                                               | Ungheria                                                               | 4 – 0                                                                  | Islanda                                                                | Amichevole                                                             | -                                                                      |                                                                        |
| 2-9-2011                                                               | Oslo                                                                   | Norvegia                                                               | 1 – 0                                                                  | Islanda                                                                | Qual. Euro 2012                                                        | -                                                                      | 80’                                                                    |
| 6-9-2011                                                               | Reykjavík                                                              | Islanda                                                                | 1 – 0                                                                  | Cipro                                                                  | Qual. Euro 2012                                                        | -                                                                      | 88’                                                                    |
| 7-10-2011                                                              | Porto                                                                  | Portogallo                                                             | 5 – 3                                                                  | Islanda                                                                | Qual. Euro 2012                                                        | -                                                                      | 81’                                                                    |
| 29-2-2012                                                              | Podgorica                                                              | Montenegro                                                             | 2 – 1                                                                  | Islanda                                                                | Amichevole                                                             | -                                                                      | 45’                                                                    |
| 27-5-2012                                                              | Valenciennes                                                           | Francia                                                                | 3 – 2                                                                  | Islanda                                                                | Amichevole                                                             | -                                                                      | 76’                                                                    |
| 30-5-2012                                                              | Valenciennes                                                           | Svezia                                                                 | 3 – 2                                                                  | Islanda                                                                | Amichevole                                                             | -                                                                      | 81’                                                                    |
| 15-8-2012                                                              | Reykjavík                                                              | Islanda                                                                | 2 – 0                                                                  | Fær Øer                                                                | Amichevole                                                             | -                                                                      | 69’                                                                    |
| 11-9-2012                                                              | Larnaca                                                                | Cipro                                                                  | 1 – 0                                                                  | Islanda                                                                | Qual. Mondiali 2014                                                    | -                                                                      | 77’ 83’                                                                |
| 12-10-2012                                                             | Tirana                                                                 | Albania                                                                | 1 – 2                                                                  | Islanda                                                                | Qual. Mondiali 2014                                                    | -                                                                      | 85’                                                                    |
| 16-10-2012                                                             | Reykjavík                                                              | Islanda                                                                | 0 – 2                                                                  | Svizzera                                                               | Qual. Mondiali 2014                                                    | -                                                                      | 70’                                                                    |
| 14-11-2012                                                             | Andorra La Vella                                                       | Andorra                                                                | 0 – 2                                                                  | Islanda                                                                | Amichevole                                                             | 1                                                                      | 62’                                                                    |
| 6-2-2013                                                               | Marbella                                                               | Islanda                                                                | 0 – 2                                                                  | Russia                                                                 | Amichevole                                                             | -                                                                      | 60’                                                                    |
| 22-3-2013                                                              | Lubiana                                                                | Slovenia                                                               | 1 – 2                                                                  | Islanda                                                                | Qual. Mondiali 2014                                                    | -                                                                      | 45’                                                                    |
| 14-8-2013                                                              | Reykjavík                                                              | Islanda                                                                | 1 – 0                                                                  | Fær Øer                                                                | Amichevole                                                             | -                                                                      |                                                                        |
| 6-9-2013                                                               | Berna                                                                  | Svizzera                                                               | 4 – 4                                                                  | Islanda                                                                | Qual. Mondiali 2014                                                    | 3                                                                      |                                                                        |
| 10-9-2013                                                              | Reykjavík                                                              | Islanda                                                                | 2 – 1                                                                  | Albania                                                                | Qual. Mondiali 2014                                                    | -                                                                      |                                                                        |
| 11-10-2013                                                             | Reykjavík                                                              | Islanda                                                                | 2 – 0                                                                  | Cipro                                                                  | Qual. Mondiali 2014                                                    | -                                                                      |                                                                        |
| 15-10-2013                                                             | Oslo                                                                   | Norvegia                                                               | 1 – 1                                                                  | Islanda                                                                | Qual. Mondiali 2014                                                    | -                                                                      | 90’                                                                    |
| 15-11-2013                                                             | Reykjavík                                                              | Islanda                                                                | 0 – 0                                                                  | Croazia                                                                | Qual. Mondiali 2014                                                    | -                                                                      |                                                                        |
| 19-11-2013                                                             | Zagabria                                                               | Croazia                                                                | 2 – 0                                                                  | Islanda                                                                | Qual. Mondiali 2014                                                    | -                                                                      |                                                                        |
| 5-3-2014                                                               | Cardiff                                                                | Galles                                                                 | 3 – 1                                                                  | Islanda                                                                | Amichevole                                                             | 1                                                                      |                                                                        |
| 12-11-2014                                                             | Bruxelles                                                              | Belgio                                                                 | 3 – 1                                                                  | Islanda                                                                | Amichevole                                                             | -                                                                      |                                                                        |
| 16-11-2014                                                             | Plzeň                                                                  | Rep. Ceca                                                              | 2 – 1                                                                  | Islanda                                                                | Qual. Euro 2016                                                        | -                                                                      | 77’                                                                    |
| 28-3-2015                                                              | Astana                                                                 | Kazakistan                                                             | 0 – 3                                                                  | Islanda                                                                | Qual. Euro 2016                                                        | -                                                                      |                                                                        |
| 31-3-2015                                                              | Tallinn                                                                | Estonia                                                                | 1 – 1                                                                  | Islanda                                                                | Amichevole                                                             | -                                                                      | 45’                                                                    |
| 12-6-2015                                                              | Reykjavík                                                              | Islanda                                                                | 2 – 1                                                                  | Rep. Ceca                                                              | Qual. Euro 2016                                                        | -                                                                      |                                                                        |
| 3-9-2015                                                               | Amsterdam                                                              | Paesi Bassi                                                            | 0 – 1                                                                  | Islanda                                                                | Qual. Euro 2016                                                        | -                                                                      |                                                                        |
| 6-9-2015                                                               | Reykjavík                                                              | Islanda                                                                | 0 – 0                                                                  | Kazakistan                                                             | Qual. Euro 2016                                                        | -                                                                      | 20’                                                                    |
| 10-10-2015                                                             | Reykjavík                                                              | Islanda                                                                | 2 – 2                                                                  | Lettonia                                                               | Qual. Euro 2016                                                        | -                                                                      |                                                                        |
| 13-10-2015                                                             | Konya                                                                  | Turchia                                                                | 1 – 0                                                                  | Islanda                                                                | Qual. Euro 2016                                                        | -                                                                      | 23’                                                                    |
| 13-11-2015                                                             | Varsavia                                                               | Polonia                                                                | 4 – 2                                                                  | Islanda                                                                | Amichevole                                                             | -                                                                      | 78’                                                                    |
| 17-11-2015                                                             | Varsavia                                                               | Slovacchia                                                             | 3 – 1                                                                  | Islanda                                                                | Amichevole                                                             | -                                                                      | 81’                                                                    |
| 24-3-2016                                                              | Herning                                                                | Danimarca                                                              | 2 – 1                                                                  | Islanda                                                                | Amichevole                                                             | -                                                                      | 45’                                                                    |
| 29-3-2016                                                              | Il Pireo                                                               | Grecia                                                                 | 2 – 3                                                                  | Islanda                                                                | Amichevole                                                             | -                                                                      |                                                                        |
| 1-6-2016                                                               | Oslo                                                                   | Norvegia                                                               | 3 – 2                                                                  | Islanda                                                                | Amichevole                                                             | -                                                                      |                                                                        |
| 6-6-2016                                                               | Reykjavík                                                              | Islanda                                                                | 4 – 0                                                                  | Liechtenstein                                                          | Amichevole                                                             | -                                                                      | 46’                                                                    |
| 14-6-2016                                                              | Saint-Etienne                                                          | Portogallo                                                             | 1 – 1                                                                  | Islanda                                                                | Euro 2016 - 1º turno                                                   | -                                                                      | 90’                                                                    |
| 18-6-2016                                                              | Marsiglia                                                              | Islanda                                                                | 1 – 1                                                                  | Ungheria                                                               | Euro 2016 - 1º turno                                                   | -                                                                      | 42’                                                                    |
| 22-6-2016                                                              | Saint-Denis                                                            | Islanda                                                                | 2 – 1                                                                  | Austria                                                                | Euro 2016 - 1º turno                                                   | -                                                                      | 86’                                                                    |
| 27-6-2016                                                              | Nizza                                                                  | Inghilterra                                                            | 1 – 2                                                                  | Islanda                                                                | Euro 2016 - Ottavi di finale                                           | -                                                                      |                                                                        |
| 3-7-2016                                                               | Saint-Denis                                                            | Francia                                                                | 5 – 2                                                                  | Islanda                                                                | Euro 2016 - Quarti di finale                                           | -                                                                      |                                                                        |
| 5-9-2016                                                               | Kiev                                                                   | Ucraina                                                                | 1 – 1                                                                  | Islanda                                                                | Qual. Mondiali 2018                                                    | -                                                                      | 85’                                                                    |
| 6-10-2016                                                              | Reykjavík                                                              | Islanda                                                                | 3 – 2                                                                  | Finlandia                                                              | Qual. Mondiali 2018                                                    | -                                                                      |                                                                        |
| 9-10-2016                                                              | Reykjavík                                                              | Islanda                                                                | 2 – 0                                                                  | Turchia                                                                | Qual. Mondiali 2018                                                    | -                                                                      |                                                                        |
| 12-11-2016                                                             | Zagabria                                                               | Croazia                                                                | 2 – 0                                                                  | Islanda                                                                | Qual. Mondiali 2018                                                    | -                                                                      |                                                                        |
| 15-11-2016                                                             | Attard                                                                 | Malta                                                                  | 0 – 2                                                                  | Islanda                                                                | Amichevole                                                             | -                                                                      | 58’                                                                    |
| 11-6-2017                                                              | Reykjavík                                                              | Islanda                                                                | 1 – 0                                                                  | Croazia                                                                | Qual. Mondiali 2018                                                    | -                                                                      |                                                                        |
| 2-9-2017                                                               | Tampere                                                                | Finlandia                                                              | 1 – 0                                                                  | Islanda                                                                | Qual. Mondiali 2018                                                    | -                                                                      |                                                                        |
| 5-9-2017                                                               | Reykjavík                                                              | Islanda                                                                | 2 – 0                                                                  | Ucraina                                                                | Qual. Mondiali 2018                                                    | -                                                                      |                                                                        |
| 6-10-2017                                                              | Istanbul                                                               | Turchia                                                                | 0 – 3                                                                  | Islanda                                                                | Qual. Mondiali 2018                                                    | 1                                                                      | 16’ 82’                                                                |
| 9-10-2017                                                              | Reykjavík                                                              | Islanda                                                                | 2 – 0                                                                  | Kosovo                                                                 | Qual. Mondiali 2018                                                    | 1                                                                      |                                                                        |
| 8-11-2017                                                              | Doha                                                                   | Islanda                                                                | 1 – 2                                                                  | Rep. Ceca                                                              | Amichevole                                                             | -                                                                      | 51’                                                                    |
| 24-3-2018                                                              | Santa Clara                                                            | Messico                                                                | 3 – 0                                                                  | Islanda                                                                | Amichevole                                                             | -                                                                      | 81’                                                                    |
| 28-3-2018                                                              | Harrison                                                               | Perù                                                                   | 3 – 1                                                                  | Islanda                                                                | Amichevole                                                             | -                                                                      | 73’                                                                    |
| 2-6-2018                                                               | Reykjavík                                                              | Islanda                                                                | 2 – 3                                                                  | Norvegia                                                               | Amichevole                                                             | -                                                                      |                                                                        |
| 7-6-2018                                                               | Reykjavík                                                              | Islanda                                                                | 2 – 2                                                                  | Ghana                                                                  | Amichevole                                                             | -                                                                      |                                                                        |
| 16-6-2018                                                              | Mosca                                                                  | Argentina                                                              | 1 – 1                                                                  | Islanda                                                                | Mondiali 2018 - 1º turno                                               | -                                                                      | 63’                                                                    |
| 26-6-2018                                                              | Rostov                                                                 | Islanda                                                                | 1 – 2                                                                  | Croazia                                                                | Mondiali 2018 - 1º turno                                               | -                                                                      |                                                                        |
| 11-10-2018                                                             | Guingamp                                                               | Francia                                                                | 2 – 2                                                                  | Islanda                                                                | Amichevole                                                             | -                                                                      | 71’                                                                    |
| 15-10-2018                                                             | Reykjavík                                                              | Islanda                                                                | 1 – 2                                                                  | Svizzera                                                               | UEFA Nations League 2018-2019 - 1º turno                               | -                                                                      |                                                                        |
| 22-3-2019                                                              | Andorra la Vella                                                       | Andorra                                                                | 0 – 2                                                                  | Islanda                                                                | Qual. Euro 2020                                                        | -                                                                      | 83’                                                                    |
| 8-6-2019                                                               | Reykjavík                                                              | Islanda                                                                | 1 – 0                                                                  | Albania                                                                | Qual. Euro 2020                                                        | 1                                                                      | 56’                                                                    |
| 11-6-2019                                                              | Reykjavík                                                              | Islanda                                                                | 2 – 1                                                                  | Turchia                                                                | Qual. Euro 2020                                                        | -                                                                      | 80’                                                                    |
| 11-10-2019                                                             | Reykjavík                                                              | Islanda                                                                | 0 – 1                                                                  | Francia                                                                | Qual. Euro 2020                                                        | -                                                                      | 16’                                                                    |
| 8-10-2020                                                              | Reykjavík                                                              | Islanda                                                                | 2 – 1                                                                  | Romania                                                                | Qual. Euro 2020                                                        | -                                                                      | 83’                                                                    |
| 12-11-2020                                                             | Budapest                                                               | Ungheria                                                               | 2 – 1                                                                  | Islanda                                                                | Qual. Euro 2020                                                        | -                                                                      | 73’                                                                    |
| 28-3-2021                                                              | Erevan                                                                 | Armenia                                                                | 2 – 0                                                                  | Islanda                                                                | Qual. Mondiali 2022                                                    | -                                                                      | 77’                                                                    |
| 31-3-2021                                                              | Vaduz                                                                  | Liechtenstein                                                          | 1 – 4                                                                  | Islanda                                                                | Qual. Mondiali 2022                                                    | -                                                                      | 63’                                                                    |
| 2-9-2021                                                               | Reykjavík                                                              | Islanda                                                                | 0 – 2                                                                  | Romania                                                                | Qual. Mondiali 2022                                                    | -                                                                      | Cap.                                                                   |
| 8-9-2021                                                               | Reykjavík                                                              | Islanda                                                                | 0 – 4                                                                  | Germania                                                               | Qual. Mondiali 2022                                                    | -                                                                      | Cap. 71’                                                               |
| 16-12-2022                                                             | Kaunas                                                                 | Lituania                                                               | 0 – 0                                                                  | Islanda                                                                | Amichevole                                                             | -                                                                      | 62’                                                                    |
| 23-3-2023                                                              | Zenica                                                                 | Bosnia ed Erzegovina                                                   | 3 – 0                                                                  | Islanda                                                                | Qual. Euro 2024                                                        | -                                                                      | Cap. 45’                                                               |
| 26-3-2023                                                              | Vaduz                                                                  | Liechtenstein                                                          | 0 – 7                                                                  | Islanda                                                                | Qual. Euro 2024                                                        | -                                                                      | Cap. 45’                                                               |
| 17-6-2023                                                              | Reykjavík                                                              | Islanda                                                                | 1 – 2                                                                  | Slovacchia                                                             | Qual. Euro 2024                                                        | -                                                                      | Cap.                                                                   |
| 20-6-2023                                                              | Reykjavík                                                              | Islanda                                                                | 0 – 1                                                                  | Portogallo                                                             | Qual. Euro 2024                                                        | -                                                                      | Cap.                                                                   |
| 8-9-2023                                                               | Lussemburgo                                                            | Lussemburgo                                                            | 3 – 1                                                                  | Islanda                                                                | Qual. Euro 2024                                                        | -                                                                      | Cap.                                                                   |
| 11-9-2023                                                              | Reykjavík                                                              | Islanda                                                                | 1 – 0                                                                  | Bosnia ed Erzegovina                                                   | Qual. Euro 2024                                                        | -                                                                      | Cap.                                                                   |
| 16-11-2023                                                             | Bratislava                                                             | Slovacchia                                                             | 4 – 2                                                                  | Islanda                                                                | Qual. Euro 2024                                                        | -                                                                      | Cap.                                                                   |
| 19-11-2023                                                             | Lisbona                                                                | Portogallo                                                             | 2 – 0                                                                  | Islanda                                                                | Qual. Euro 2024                                                        | -                                                                      | Cap. 54’                                                               |
| 26-3-2024                                                              | Breslavia                                                              | Ucraina                                                                | 2 – 1                                                                  | Islanda                                                                | Qual. Euro 2024                                                        | -                                                                      | Cap. 90’                                                               |
| 7-6-2024                                                               | Londra                                                                 | Inghilterra                                                            | 0 – 1                                                                  | Islanda                                                                | Amichevole                                                             | -                                                                      | Cap. 83’                                                               |
| 10-6-2024                                                              | Rotterdam                                                              | Paesi Bassi                                                            | 4 – 0                                                                  | Islanda                                                                | Amichevole                                                             | -                                                                      | Cap.                                                                   |
| 6-9-2024                                                               | Reykjavík                                                              | Islanda                                                                | 2 – 0                                                                  | Montenegro                                                             | UEFA Nations League 2024-2025 - 1º turno                               | -                                                                      | Cap. 18’                                                               |
| 9-9-2024                                                               | Smirne                                                                 | Turchia                                                                | 3 – 1                                                                  | Islanda                                                                | UEFA Nations League 2024-2025 - 1º turno                               | -                                                                      | Cap.                                                                   |
| 11-10-2024                                                             | Reykjavík                                                              | Islanda                                                                | 2 – 2                                                                  | Galles                                                                 | UEFA Nations League 2024-2025 - 1º turno                               | -                                                                      | Cap. 82’                                                               |
| 14-10-2024                                                             | Reykjavík                                                              | Islanda                                                                | 2 – 4                                                                  | Turchia                                                                | UEFA Nations League 2024-2025 - 1º turno                               | -                                                                      | Cap.                                                                   |
| 16-11-2024                                                             | Nikšić                                                                 | Montenegro                                                             | 0 – 2                                                                  | Islanda                                                                | UEFA Nations League 2024-2025 - 1º turno                               | -                                                                      |                                                                        |
| 19-11-2024                                                             | Cardiff                                                                | Galles                                                                 | 4 – 1                                                                  | Islanda                                                                | UEFA Nations League 2024-2025 - 1º turno                               | -                                                                      | Cap. 46’                                                               |
| Totale                                                                 |                                                                        | Presenze (5º posto)                                                    | 99                                                                     |                                                                        | Reti                                                                   | 8                                                                      |                                                                        |

## Palmarès

### Club

#### Competizioni nazionali
- Coppa d'Islanda: 1

Breiðablik: 2009
- Coppa dei Paesi Bassi: 1

AZ Alkmaar: 2012-2013
- Campionato inglese di seconda divisione: 1

Burnley: 2022-2023